# Landshut
Landshut er en by med omkring 70.000 indbyggere (2017) i den tyske delstat Bayern, over 60 km nordøst for München i det sydlige Tyskland. Landshut er forvaltningscentrum i Regierungsbezirk Niederbayern.
Landshut var navnet på et Lufthansa-fly som blev kapret i 1977.

## Kendte personer fra Landshut
- Roman Herzog (forbundspræsident)
- Ludwig Andreas Feuerbach (filosof)